# Sion HC
Der Sion HC (zuvor HC Sion und HC Sion-Nendaz 4 Vallées) war ein Schweizer Eishockeyklub aus Sitten (frz. Sion), der 1938 gegründet wurde und in den 1960er und 1970er Jahren regelmässig an der Nationalliga B teilnahm. 1967 nahm der HC Sion nach dem zweiten Platz der NLB-West-Staffel an den Aufstiegsspielen in die Nationalliga A teil.
Seit dem Abstieg in die dritte Spielklasse 1979 pendelte die erste Mannschaft des Klubs zwischen dritter (1. Liga) und vierter Spielklasse (2. Liga). 2013 fusionierte der HC Sion mit dem HC Nendaz zum HC Sion-Nendaz 4 Vallées. 2014 and 2015 versuchte der Klub, aus der 1. Liga wieder in die NLB aufzusteigen.
In der Saison 2017/18 spielte der Klub in der neuen MySports League (dritthöchste Spielklasse). Nach der Saison erfolgte eine Fusion dem HC Red Ice Martigny-Verbier-Entremont und dem HC Monthey-Chablais zum HC Valais-Chablais. Die erste Mannschaft des HCV spielt dabei in Martigny, währenddem die zweite Mannschaft in Sion beheimatet ist. Seit der Saison 2019/20 wird dieses Team als HCV Sion bezeichnet.